# Gedeón y Eustaquio el genio
Gedeón y Eustaquio el Genio fue una serie de historietas desarrollada por Arturo Rojas de la Cámara a partir de 1959 para la revista "Jaimito" de la Editorial Valenciana. Varió frecuentemente de título conforme lo hacían también su personajes.

## Argumento y personajes
La serie pasó de presentar las desventuras de Gedeón con el título de Gedeón y sus billetes a las de la pareja jefe-empleado que formaba con el genio Eustaquio en Gedeon y el genio Eustaquio para terminar protagonizada por el segundo en solitario con el título de Eustaquio, el genio de la lámpara a partir de 1962. En el proceso, la serie se había ido orientando cada vez más hacia un público infantil.
Sus extraordinarios poderes nunca le servían para mejorar su vida.

## Estilo
Como el resto de las series de su autor, Gedeón y Eustaquio el genio comparte características de la Escuela Bruguera y la Valenciana.